# Landtags- und Gemeinderatswahl in Wien 2001
- SPÖ: 52
- GRÜNE: 11
- ÖVP: 16
- FPÖ: 21

Die Landtags- und Gemeinderatswahl in Wien 2001 wurde am 25. März 2001 durchgeführt. Die Sozialdemokratische Partei Österreichs (SPÖ) konnte bei der Wahl ihre 1996 verlorene absolute Mandatsmehrheit zurückerobern und erzielte einen Stimmengewinn von 7,8 Prozentpunkten. Mit 46,9 % erreichte die SPÖ zudem den Gewinn von neun Mandaten und stellte in der Folge 52 der insgesamt 100 Landtagsabgeordneten bzw. Gemeinderäte. Die SPÖ profitierte dabei von den starken Verlusten der Freiheitlichen Partei Österreichs (FPÖ), die 7,8 Prozentpunkte und acht Mandate verlor. Mit einem Stimmenanteil von 20,2 % erreichte die FPÖ den Anspruch auf 21 Mandate. Die Österreichische Volkspartei (ÖVP) konnte sich nach der Landtagswahl 1996, bei der sie ihr schlechtestes Ergebnis eingefahren hatte, wieder stabilisieren und legte um 1,1 Prozentpunkte auf 16,4 % zu. Zudem gewann die ÖVP ein Mandat und stellte in der Folge 16 Abgeordnete. Auch Die Grünen Wien (GRÜNE) konnte sich nach den Verlusten 1996 steigern und erreichte mit einem Plus von 4,5 Prozentpunkten einen Stimmenanteil von 12,5 %. Damit erreichten die Grünen ihr bisher bestes Wahlergebnis in Wien und gewannen zu ihren bisherigen sieben Mandaten vier Mandate hinzu. Am Wiedereinzug scheiterte hingegen das Liberale Forum, das 4,5 Prozentpunkte verlor und mit einem Stimmenanteil von 3,4 % ihre sechs Mandate verlor. Auch die Kommunistische Partei Österreichs (KPÖ) scheiterte mit 0,6 % am Einzug in den Landtag, den auch die Sozialistische Links Partei (SLP) und der „Bill Clinton - Handy Börse Fanclub“ mit jeweils rund 0,01 % verfehlten.
Der Wiener Landtag und Gemeinderat der 17. Wahlperiode konstituierte sich in der Folge am 27. April 2001 und wählte an diesem Tag die Landesregierung Häupl III.

## Ergebnisse
|                                              | Ergebnisse 2001  | Ergebnisse 2001  | Ergebnisse 2001  | Ergebnisse 1996  | Ergebnisse 1996  | Ergebnisse 1996  | Differenzen   | Differenzen   | Differenzen   |
| -------------------------------------------- | ---------------- | ---------------- | ---------------- | ---------------- | ---------------- | ---------------- | ------------- | ------------- | ------------- |
| Wahlberechtigte                              | 1.096.732        | 1.096.732        | 1.096.732        | 1.099.234        | 1.099.234        | 1.099.234        | − 2.502       | − 2.502       | − 2.502       |
| Wahlbeteiligung                              | 66,58 %          | 66,58 %          | 66,58 %          | 68,46 %          | 68,46 %          | 68,46 %          | − 1,88 %-Pkte | − 1,88 %-Pkte | − 1,88 %-Pkte |
|                                              | Stimmen          | %                | Mand.            | Stimmen          | %                | Mand.            | Stimmen       | %-Pkte        | Mand.         |
| Abgegebene Stimmen                           | 730.162          |                  |                  | 752.484          |                  |                  | − 22.322      |               |               |
| Ungültig                                     | 12.103           | 1,66 %           |                  | 14.635           | 1,94 %           |                  | − 2.532       | − 0,28        |               |
| Gültig                                       | 718.059          | 98,34 %          |                  | 737.849          | 98,06 %          |                  | − 19.790      | + 0,28        |               |
| Partei                                       |                  |                  |                  |                  |                  |                  |               |               |               |
| Sozialdemokratische Partei Österreichs (SPÖ) | 336.832          | 46,91 %          | 52               | 288.868          | 39,15 %          | 43               | + 47.964      | + 7,76        | + 9           |
| Freiheitliche Partei Österreichs (FPÖ)       | 144.747          | 20,16 %          | 21               | 206.122          | 27,94 %          | 29               | − 61.375      | − 7,78        | − 8           |
| Österreichische Volkspartei (ÖVP)            | 117.683          | 16,39 %          | 16               | 112.616          | 15,26 %          | 15               | + 5.067       | + 1,13        | + 1           |
| Die Grünen Wien (Grüne)                      | 89.395           | 12,45 %          | 11               | 58.620           | 7,94 %           | 7                | + 30.775      | + 4,51        | + 4           |
| Liberales Forum (LIF)                        | 24.669           | 3,44 %           | 0                | 58.666           | 7,95 %           | 6                | − 33.997      | − 4,51        | − 6           |
| Kommunistische Partei Österreichs (KPÖ)      | 4.566            | 0,64 %           | 0                | 4.202            | 0,57 %           | 0                | + 364         | + 0,07        | ± 0           |
| Sozialistische Links Partei (SLP)            | 100              | 0,01 %           | 0                | nicht kandidiert | nicht kandidiert | nicht kandidiert | + 100         | + 0,01        | ± 0           |
| Bill Clinton - Handy Börse Fanclub (BCH)     | 67               | 0,01 %           | 0                | nicht kandidiert | nicht kandidiert | nicht kandidiert | + 67          | + 0,01        | ± 0           |
| nicht mehr kandidierende Parteien            | nicht kandidiert | nicht kandidiert | nicht kandidiert | 8.755            | 1,22 %           | 0                | − 8.755       | + 1,22        | ± 0           |
| Gesamt                                       | 718.059          | 100,00 %         | 100              | 737.849          | 100,00 %         | 100              | − 19.790      |               |               |